# Elezioni parlamentari in Moldavia del 2021
Le elezioni parlamentari in Moldavia del 2021 si sono tenute l'11 luglio per il rinnovo dei 101 seggi del Parlamento.

## Contesto
Le trattative successive alle elezioni parlamentari del 2019 si erano concluse con l'intesa fra il Partito dei Socialisti della Repubblica di Moldavia e la coalizione ORA Piattaforma DA e PAS: Maia Sandu avrebbe guidato un governo di minoranza, sostenuto dal Partito di Azione e Solidarietà e da Piattaforma della Dignità e della Verità; l'esponente socialista Igor Dodon, invece, sarebbe stato nominato presidente dell'assemblea parlamentare. L'accordo, fra l'altro, mirava ad allontanare dalla scena politica l'oligarca Vladimir Plahotniuc, leader del Partito Democratico della Moldavia.
Il nuovo esecutivo fu presentato il 9 giugno 2019. Intervenne tuttavia la Corte costituzionale che, nell'evidenziare come la nomina del nuovo governo dovesse avvenire entro tre mesi dalla proclamazione dei risultati elettorali ufficiali (avvenuta il 9 marzo), interpretò tale riferimento temporale alla stregua di 90 giorni e, ritenendo scaduto il termine massimo per la formazione dell'esecutivo (il 7 giugno), dichiarò illegittimo il nuovo governo, dispose lo scioglimento del parlamento e sospese il capo dello Stato. Le funzioni di Presidente della Repubblica furono assunte ad interim dal Primo ministro Pavel Filip. 
Il 14 giugno Plahotniuc lasciò il Paese insieme ad altri oligarchi (come Ilan Shor) e il giorno successivo la Corte costituzionale invalidò le sue stesse decisioni, permettendo così l'insediamento del nuovo esecutivo.
Il governo di Maia Sandu restò in carica fino al novembre 2019, quando si insediò l'indipendente Ion Chicu. Infine, nel dicembre 2020 la carica di primo ministro andò a Aureliu Ciocoi, mentre quella di Presidente della Repubblica fu assunta da Maia Sandu che, alle presidenziali del 2020, aveva sconfitto al secondo turno il socialista Igor Dodon.

## Risultati
| Partito di Azione e Solidarietà                                | 774 753   | 52,80 | 63  |  |  |  |
| Blocco Elettorale dei Comunisti e dei Socialisti (PCRM - PSRM) | 398 675   | 27,17 | 32  |  |  |  |
| Partito Șor                                                    | 84 187    | 5,74  | 6   |  |  |  |
| Blocco Elettorale Renato Usatîi                                | 60 100    | 4,10  | –   |  |  |  |
| Piattaforma della Dignità e della Verità                       | 34 184    | 2,33  | –   |  |  |  |
| Partito Democratico della Moldavia                             | 26 545    | 1,81  | –   |  |  |  |
| Partito Democrazia a Casa                                      | 21 255    | 1,45  | –   |  |  |  |
| Partito A Casa Costruiremo l'Europa                            | 18 781    | 1,28  | –   |  |  |  |
| Altri <1,00%                                                   | 49 636    | 3,38  | –   |  |  |  |
| Totale                                                         | 1 467 216 | 100   | 101 |  |  |  |
|                                                                |           |       |     |  |  |  |
| Voti non validi                                                | 13 749    | 0,93  |     |  |  |  |
| Votanti                                                        | 1 480 965 | 48,51 |     |  |  |  |
| Elettori                                                       | 3 052 603 |       |     |  |  |  |

| Riepilogo dei seggi (+/- elezioni 2019) | Riepilogo dei seggi (+/- elezioni 2019) | Riepilogo dei seggi (+/- elezioni 2019) | Riepilogo dei seggi (+/- elezioni 2019) | Riepilogo dei seggi (+/- elezioni 2019) | Riepilogo dei seggi (+/- elezioni 2019) | Riepilogo dei seggi (+/- elezioni 2019) |
| --------------------------------------- | --------------------------------------- | --------------------------------------- | --------------------------------------- | --------------------------------------- | --------------------------------------- | --------------------------------------- |
|                                         |                                         |                                         |                                         |                                         |                                         |                                         |
| BECS                                    | 32                                      | ▼ 3                                     |                                         | PAS                                     | 63                                      | ▲ 48                                    |
| ȘOR                                     | 6                                       | ▼ 1                                     |                                         |                                         |                                         |                                         |